# Newton Underwood
Newton Underwood – przysiółek w Anglii, w Northumberland, w dystrykcie (unitary authority) Northumberland, w civil parish Meldon. Leży 28 km od miasta Alnwick, 24.2 km od miasta Newcastle upon Tyne i 422 km od Londynu. W 1951 roku civil parish liczyła 38 mieszkańców.